# Райтель, Хуго
Хуго Райтель (нем. Hugo Raithel; 6 апреля 1932, Шварценбах-ан-дер-Зале — 12 сентября 2020, Радеберг) — немецкий композитор. Муж Моники Райтель.
В 1951—1952 гг. учился в Кёльнской высшей школе музыки как пианист, затем перешёл в Мюнхенскую высшую школу музыки и театра, где изучал композицию у Карла Хёллера, дирижирование у Курта Айххорна и Фрица Лемана, фортепиано у Фридриха Вюрера.
Завершив образование, в 1955 г. обосновался в ГДР. Работал хормейстером городского театра в Баутцене, затем в 1957—1961 гг. пианист-репетитор Комише опер в Берлине. В 1961—1978 гг. музыкальный руководитель Немецко-серболужицкого народного театра в Баутцене. Затем в 1978—1997 гг. преподавал аккомпанирование в Дрезденской высшей школе музыки, с 1993 г. профессор. В 1992 г. основал в городке Диппольдисвальде полупрофессиональный Камерный оркестр Вайсерица (нем. Kammerorchester des Weißeritzkreises).
Музыка Райтеля эволюционировала от позднеромантических устремлений в духе Макса Регера к сложным полифоническим построениям и отдельным элементам додекафонии, как в Симфониетте op. 18 (1963), навеянной стихотворением Назыма Хикмета. Среди его сочинений преобладают камерные миниатюры различного состава. «Сорбская легенда» Райтеля для скрипки и фортепиано вошла в состав альбома, посвящённого сорбской музыке. Высокую оценку критики получила Третья соната Райтеля для скрипки и фортепиано. Написал также детскую оперу «Зайка-зазнайка» (нем. Hase Nasehoch; 1981, премьера 1984) по сказке Сергея Михалкова.